# Bruxanelia
Bruxanelia là một chi thực vật có hoa trong họ Thiến thảo (Rubiaceae).

## Loài
Chi Bruxanelia gồm các loài: